# Nhân quyền tại Cộng hòa Nhân dân Trung Hoa
Nhân quyền tại Cộng hòa Nhân dân Trung Hoa là một vấn đề tranh cãi giữa chính phủ Trung Quốc và các nước khác cũng như các tổ chức phi chính phủ. Bộ Ngoại giao Hoa Kỳ, Tổ chức Ân xá Quốc tế và Tổ chức Theo dõi Nhân quyền đã cáo buộc chính phủ Trung Quốc hạn chế các quyền tự do ngôn luận, tự do di chuyển và tự do tôn giáo của công dân. Chính phủ Trung Quốc lập luận rằng họ sử dụng một định nghĩa rộng hơn về quyền con người, bao gồm cả các quyền kinh tế và xã hội cũng như chính trị trong mối liên hệ với văn hóa dân tộc và mức độ phát triển của đất nước. Về vấn đề này, Trung Quốc cho biết, nhân quyền đã và đang được cải thiện tại Trung Quốc .
Tuy nhiên, nhiều tổ chức nhân quyền tiếp tục có các cáo buộc chống lại chính phủ Trung Quốc. Vấn đề nhân quyền gây tranh cãi tại Trung Quốc bao gồm các chính sách như hình phạt tử hình, chính sách một con, vai trò xã hội của người Tây Tạng, và thiếu thiết chế bảo vệ các quyền tự do báo chí và tự do tôn giáo. Một trong những mối quan ngại hàng đầu là thiếu quyền lợi hợp pháp, không có một nền tư pháp độc lập, nền pháp trị, và quy trình tố tụng hợp lý. Một lĩnh vực quan tâm nổi bật khác là thiếu các quyền lao động liên quan đến hệ thống hộ khẩu, công đoàn không độc lập, và tình trạng phân biệt đối xử đối với lao động nông thôn và dân tộc thiểu số. Một lĩnh vực quan tâm khác là thiếu tự do tôn giáo, nổi bật là xung đột giữa nhà nước với các nhóm Kitô giáo, Phật giáo Tây Tạng, và phong trào Pháp Luân Công. Hiện nay, có một số tổ chức dân sự đang cố gắng đấu tranh cho các quyền tự do này, gồm Tổ chức Nhân quyền Trung Quốc, Những Người Bảo vệ Nhân quyền Trung Quốc (CHRD) và Nhóm Luật sư Nhân quyền Trung Quốc (CHRLCG).

## Hệ thống pháp luật
Chính phủ Trung Quốc thừa nhận rằng có vấn đề với hệ thống pháp luật hiện hành, chẳng hạn như: 
- Thiếu pháp luật nói chung, không chỉ luật bảo vệ quyền dân sự.
- Thiếu quy trình thủ tục đúng.
- Xung đột giữa các luật.[5]

Việc các thẩm phán được Nhà nước bổ nhiệm và tư pháp nói chung không có ngân sách riêng, đã dẫn đến nạn tham nhũng và lạm dụng các mệnh lệnh hành chính.

## Quyền tự do dân sự

### Tự do ngôn luận
Mặc dù Hiến pháp năm 1982 bảo đảm quyền tự do ngôn luận của công dân, Chính phủ Trung Quốc thường sử dụng các điều khoản chống âm mưu lật đổ nhà nước và bảo vệ bí mật quốc gia để bỏ tù những người chỉ trích chính phủ. Chính phủ cũng tham gia mạnh vào việc kiểm duyệt tin tức thông qua Ban Tuyên giáo của Đảng Cộng sản Trung Quốc, mặc dù không có điều luật rõ ràng nào trao cho Ban này quyền như vậy.
Chính phủ Trung Quốc hứa sẽ cấp phép cho những người phản đối tại "các khu biểu tình" trong thời gian diễn ra Thế vận hội Mùa hè 2008 ở Bắc Kinh,, nhưng đa số đơn xin cấp phép đã bị thu hồi, đình chỉ, hoặc bị phủ quyết, cảnh sát đã bắt giữ một số người người nộp đơn  Tài liệu tham khảo về các sự kiện gây tranh cãi và các phong trào chính trị bị chặn trên Internet và cấm xuất bản. Pháp luật Trung Quốc cấm các phong trào vận động ủng hộ độc lập cho bất kỳ khu vực lãnh thổ nào, cũng như các phê phán công khai về sự độc tài thống trị của Đảng Cộng sản trong Chính phủ Trung Quốc. Một cuộc biểu tình trái phép trong thời gian Olympic của bảy nhà hoạt động nước ngoài tại Công viên Văn hóa các Dân tộc Trung Quốc để đòi độc lập cho Tây Tạng bị đàn áp, và những người biểu tình bị trục xuất.
Các công cụ tìm kiếm internet nước ngoài bao gồm cả Microsoft Bing, Yahoo, Google Trung Quốc  bị chỉ trích vì đã giúp đỡ các hoạt động cấm đoán này này, bao gồm cấm từ "dân chủ" trong các phòng chát công cộng. Đặc biệt, đại diện Yahoo đã nói rằng sẽ không bảo vệ sự riêng tư và bảo mật của khách hàng Trung Quốc nếu cơ quan chính phủ yêu cầu. Năm 2005 phóng viên Shi Tao bị kết án tù 10 năm vì đã phát hành một tài liệu nội bộ Đảng Cộng sản lên một trang web dân chủ Hoa Kiều sau khi Yahoo Trung Quốc cung cấp email cá nhân và địa chỉ IP của người này cho chính phủ Trung Quốc. Chủ tịch lúc đó của Skype, Josh Silverman, cho biết "điều ai cũng biết" là TOM đã "thực hiện các cài đặt để... chặn tin nhắn chứa các từ nhất định được coi là chống chính quyền Trung Quốc ".

### Tự do báo chí
Các nhà phê bình cũng cho rằng chính quyền Trung Quốc đã không giữ lời hứa bảo đảm quyền tự do báo chí. He Qinglian, một nhà báo Đài Loan nói rằng việc kiểm soát truyền thông Trung Quốc dựa vào chỉ thị mật từ bộ phận tuyên truyền của Đảng Cộng sản, theo dõi sát sao, và áp dụng hình phạt đối với hành vi vi phạm hơn là kiểm duyệt trước khi xuất bản . Phóng viên ITV News John Ray đã bị bắt trong khi đưa tin về biểu tình ở Tây Tạng. Các nhà báo nước ngoài cũng nói rằng việc truy cập của họ đến các trang web nhất định, gồm trang của các tổ chức nhân quyền, đã bị hạn chế. Chủ tịch Ủy ban Olympic Quốc tế Jacques Rogge tuyên bố vào cuối Thế vận hội Mùa hè 2008 rằng, "Các quy định có thể không được hoàn hảo nhưng đã có thay đổi lớn so với tình hình trước kia. Chúng tôi hy vọng rằng sẽ tiếp tục có những cải thiện" . Câu lạc bộ Phóng viên Nước ngoài Trung Quốc (FCCC) tuyên bố rằng "mặc dù hoan nghênh tiến bộ về khả năng tiếp cận và số lượng các cuộc họp báo trong Thế vận hội, FCCC đã được báo động về việc sử dụng bạo lực, đe dọa và quấy rối bên ngoài. Câu lạc bộ này đã xác nhận hơn 30 trường hợp ghi lại các hành động can thiệp từ khi mở cửa chính thức của trung tâm truyền thông Olympic vào ngày 25 tháng Bảy, và đang kiểm tra ít nhất 20 vụ việc khác được báo cáo lại".
Trong hàng loạt sự kiện biểu tình lật đổ chính quyền của người dân các nước Tunisia, Ai Cập, Yemen, Algérie, báo chí trong nước hầu như chỉ bám vào thông tin đăng trên hãng thông tấn nhà nước là Tân Hoa xã. Thông tin về các sự kiện này rất ít và bị lược bỏ rất nhiều, như hãng Xinhua chỉ đăng rằng tổng thống Ai Cập Mubarak chỉ định một phó tổng thống mới mà không hề đề cập đến các cuộc biểu tình rầm rộ của dân chúng đòi lật đổ chế độ mà ông ta cầm quyết suốt hơn 30 năm. Khi gõ từ khóa "Egypt" (Ai Cập) trên một số website tìm kiếm như Sina.com và Sohu.com, chỉ nhận được thông báo không tìm thấy kết quả nào. Đến nay, chính quyền TQ vẫn tiếp tục cấm facebook, twitter, và các mạng xã hội nước ngoài khác.

### Tự do di trú
Đảng Cộng sản lên nắm quyền ở cuối những năm 1940 và tiến hành một nền kinh tế bao cấp. Năm 1958, Chủ tịch Mao thành lập một hệ thống giấy phép cư trú xác định nơi mọi người có thể làm việc, và phân loại từng cá nhân như công nhân "nông thôn" hay "thành thị". Một người di chuyển từ nông thôn tới thành thị để làm việc trong lĩnh vực phi nông nghiệp sẽ phải xin phép thông qua một thủ tục quan liêu. Số lao động được phép thực hiện di chuyển như vậy được kiểm soát chặt chẽ. Những người làm việc bên ngoài khu vực của họ hoặc khu vực địa lý sẽ không được nhận khẩu phần ngũ cốc, cấp nhà ở, hoặc hưởng dịch vụ chăm sóc y tế. Kiểm soát cũng áp đặt lên giáo dục, hôn nhân việc làm,... Một lý do được trích dẫn cho xây dựng hệ thống này là ngăn chặn sự hỗn loạn có thể gây ra do quy mô đô thị hóa quá nhanh. Là một phần của một quốc gia thống nhất, chính sách Một đất nước-hai chế độ do Đặng Tiểu Bình đề xuất được chấp nhận bởi chính phủ Anh và Bồ Đào Nha, vì vậy các đặc khu hành chính Hồng Kông và Macao được giữ lại quyền kiểm soát biên giới và có chính sách di trú riêng biệt với Trung Quốc đại lục. Công dân Trung Quốc cần sự cho phép của chính phủ trước khi đi du lịch tới Hồng Kông hoặc Macao, nhưng yêu cầu này đã bị xóa bỏ sau khi hai lãnh thổ này được bàn giao. Kể từ đó, quyền hạn của các đặc khu này chỉ còn bao gồm quyền được hạn chế về du lịch.
Theo một nghiên cứu học thuật tại Đại học Alberta, cư dân thành thị được hưởng những lợi ích xã hội, kinh tế và văn hóa trong khi nông dân, chiếm phần lớn dân số Trung Quốc, bị đối xử như công dân hạng hai. Tờ Washington Times viết trong năm 2000 mặc dù lao động nhập cư góp phần quan trọng cho sự phát triển của các làng xã Trung Quốc, họ vẫn bị đối xử "như công dân hạng hai bởi một hệ thống phân biệt đối xử được so sánh với chế độ Apartheid."  Anita Chan cũng thừa nhận rằng đăng ký hộ khẩu và hệ thống giấy phép cư trú tạm thời ở Trung Quốc đã tạo ra một tình huống tương tự như hệ thống sổ tiết kiệm tại Nam Phi được thiết kế để kiểm soát việc cung cấp lao động giá rẻ . Trong năm 2000, Trung tâm Nhân quyền và Dân chủ cho Tây Tạng đã cáo buộc rằng những người gốc Hán ở Tây Tạng rất dễ dàng có được các giấy phép cần thiết để sống trong khu vực thành thị so với người dân tộc Tây Tạng.
Việc bãi bỏ chính sách này đã được đề xuất ở 11 tỉnh, chủ yếu dọc theo bờ biển phát triển phía đông. Các luật đã được thay đổi để lao động nhập cư không đối mặt việc bị bắt, sau khi một sự việc công bố rộng rãi vào năm 2003, khi một di dân có trình độ đại học chết tại tỉnh Quảng Đông. Một giảng viên luật ở Bắc Kinh tiếp xúc với sự việc trên cho biết đây là dấu chấm hết của hệ thống hộ khẩu. Thực tế là, ở hầu hết các thành phố nhỏ hệ thống này đã bị bãi bỏ, và đã "gần như mất chức năng của nó" ở các thành phố lớn như Bắc Kinh và Thượng Hải 

#### Đối đãi với lao động nông thôn
Tháng 11 năm 2005 Giang Wenran, quyền Giám đốc của Viện Nghiên cứu các Vấn đề Trung Quốc tại Đại học Alberta, cho biết hệ thống này là một phần của cơ chế phân biệt chủng tộc "thi hành nghiêm ngặt nhất trong lịch sử thế giới hiện đại" . Ông tuyên bố "cư dân thành thị được hưởng một loạt các dịch vụ xã hội, lợi ích kinh tế và văn hóa trong khi nông dân chiếm phần lớn dân số Trung Quốc lại bị đối xử như công dân hạng hai ".
Việc phân biệt đối xử bởi hệ thống hộ khẩu trở nên đặc biệt nặng nề trong những năm 1980 sau khi hàng trăm triệu lao động di cư đã bị buộc ra khỏi tổng công ty nhà nước và hợp tác xã. Hệ thống phân loại các công nhân như là "thành thị" hoặc "nông thôn", và nỗ lực của người bị phân loại là "nông dân" để di chuyển đến các trung tâm thành thị đã được kiểm soát chặt chẽ bởi chính quyền quan liêu của Trung Quốc, thực thi kiểm soát của mình bằng cách từ chối cho phép dân được mua các mặt hàng và sử dụng các dịch vụ thiết yếu như khẩu phần ngũ cốc, nhà ở, và chăm sóc y tế, và bằng cách thường xuyên đóng cửa các trường học tư nhân phục vụ lao động nhập cư " Hệ thống hộ khẩu cũng được thực thi thông qua luật tương tự như ở Nam Phi,, công nhân xuất thân từ nông thôn phải vượt qua 6 vòng sát hạch để được làm việc ở các tỉnh ngoài; thỉnh thoảng cảnh sát tiến hành các đợt vây bắt những người lao động nhập cư không phép và tập trung họ vào các trung tâm tạm giam, sau đó trục xuất họ. Tương tự như ở Nam Phi, các hạn chế đối với lao động nhập cư là khá lớn, và các công nhân thời vụ bị buộc phải sống bất hợp pháp trong các khu ký túc xá công nhân với điều kiện tồi tệ và thường xuyên bị lạm dụng. Anita Chan còn nói thêm rằng các quy định đăng ký hộ khẩu và thường trú của Trung Quốc đã tạo ra tình huống tương tự như chế độ phân biệt chủng tộc trước đây của Nam Phi, và được thiết lập chỉ để "điều chỉnh" dòng chảy lao động rẻ tiền.
Bộ Công an Trung Quốc biện minh cho các hành động này với lý do họ trợ giúp cảnh sát theo dõi tội phạm để giữ gìn trật tự công cộng, cũng như cung cấp dữ liệu nhân khẩu học cho quy hoạch và các chương trình của chính phủ.

### Tự do tôn giáo
Trong thời gian Cách mạng Văn hóa (1966-1976), đặc biệt là phá hoại của chiến dịch Xoá bỏ Bốn lạc hậu (bao gồm: Phong tục cũ, Văn hóa cũ, lề thói cũ, và Tư tưởng cũ), tất cả các hoạt động tôn giáo bị ngược đãi thẳng tay và nhiều tòa nhà tôn giáo bị cướp và bị phá hủy với sự khuyến khích bởi những người Cộng sản. Kể từ đó, đã có những nỗ lực sửa chữa, cải tạo và bảo vệ các di tích tôn giáo lịch sử và văn hoá. Chính phủ Hoa Kỳ trong báo cáo nhân quyền năm 2005 chỉ trích rằng Trung Quốc đã không nỗ lực hết sức để sửa chữa, khôi phục lại các di tích bị hư hỏng và bị phá hủy.
Hiến pháp 1982 trên nguyên tắc đảm bảo các công dân có quyền tin vào bất kỳ tôn giáo nào . Tuy nhiên sự tự do này khác với khái niệm chung về "tự do tôn giáo" vốn được công nhận ở phương Tây, và thực tế bị hạn chế nhiều. 
Các đảng viên của Đảng Cộng sản bị chính thức bắt buộc phải là người vô thần. Thực tế nhiều đảng viên vi phạm quy tắc này, và việc công khai tôn giáo có thể hạn chế triển vọng kinh tế của họ. Tất cả các nhóm tôn giáo phải được đăng ký với chính phủ. Ngoài ra, chính phủ liên tục cố gắng để duy trì quyền kiểm soát không chỉ hoạt động tôn giáo, mà còn cả quá trình lựa chọn người đứng đầu các tổ chức tôn giáo.

#### Kitô giáo
Chính phủ cố gắng duy trì kiểm soát chặt chẽ tất cả các tôn giáo, do đó chỉ nhóm Kitô giáo (Christian) (Phong trào yêu nước và Hiệp hội Công giáo Yêu nước Trung Quốc) là những tổ chức hợp pháp dưới sự kiểm soát của Đảng Cộng sản. Đã có báo cáo tố cáo rằng nội dung lời dạy trong các Giáo hội ít nhất là bị theo dõi và đôi khi bị Đảng sửa đổi.
Giám mục "Công giáo Chính thống" được bổ nhiệm tại Trung Quốc trong năm 2007 để thay thế cho Fu Tieshan đã từ trần mà không do Giáo hoàng Rôma quyết định như theo thông lệ  Nhà thờ Công giáo được xem như là biểu tượng quyền lực nước ngoài tương tự như tại nước Anh thời kỳ hậu Kháng Cách, và vì thế nhà thờ chính thống ở Trung Quốc bị nhà nước kiểm soát; theo đó, trong đại lục nhà thờ được coi là một nhóm ly giáo đối với Giáo hội, và tồn tại song song với nhóm Công giáo bất hợp pháp trung thành với Giáo hoàng và Giáo hội. Theo Đài Tiếng nói Các Liệt sĩ, sự phát triển tổ chức tôn giáo ở Trung Quốc bị kiềm chế bởi các quy định của nhà nước nhằm ngăn chặn sự gia tăng của các nhóm nằm ngoài sự kiểm soát của Chính phủ và Đảng Cộng sản Trung Quốc (ĐCSTQ). Bản tin nhà đài cũng nói rằng "các nhóm tôn giáo chưa đăng ký [ở Trung Quốc]... chịu sự can thiệp của chính quyền dưới các mức độ khác nhau, có cả sách nhiễu và đàn áp". Cuộc đàn áp Pháp Luân Công là một ví dụ do nhóm này bị coi là mối đe dọa chế độ.)

#### Phật giáo Tây Tạng
Chính phủ dùng nhiều cách để đảm bảo rằng không một vị 'Phật sống' mới nào được dựng lên: Cục Quản lý Nhà nước về các vấn đề Tôn giáo đã ban hành một quy định gồm 14 điều khoản, thực chất là kế hoạch để hạn chế ảnh hưởng của Đạt Lai Lạt Ma. Nó tuyên bố rằng sau 01 Tháng 9 năm 2007, "[không có] Phật sống nào được dựng lên mà không có sự phê duyệt của Chính phủ, kể từ triều đại nhà Thanh, khi hệ thống Phật sống được thành lập."  Khi Đạt Lai Lạt Ma tuyên bố vào tháng 5, 1995 rằng một cuộc tìm kiếm ở Tây Tạng đã xác định được hóa thân thứ mười một của Ban-thiền Lạt-ma, người vốn đã qua đời vào năm 1989, Bắc Kinh đã khởi xướng một cuộc tìm kiếm của riêng họ dưới sự giám sát của một thành viên cao cấp thuộc Bộ Chính trị. Cả cậu bé được sư Đạt Lai Lạt Ma chọn và sư trụ trì giúp việc lựa chọn đó đều biến mất  Đứa trẻ được cho là bị quản thúc tại gia kể từ đó. Tất cả các yêu cầu thăm hỏi hoặc thả cậu bé đều bị làm ngơ. Ban-thiền Lạt-ma do chính phủ bổ nhiệm bị các tín đồ trung thành lên án là giả mạo 
Các quy định kiểm soát tôn giáo điển hình là:
- Giới hạn chỉ tiêu số lượng các nhà sư để giảm số dân theo tín ngưỡng.
- Bôi nhọ vai trò lãnh đạo tinh thần của Đạt Lai Lạt Ma.
- Trục xuất các nhà sư "ngang bướng" ra khỏi thiền viện.
- Buộc phải trích dẫn các khẩu hiệu yêu nước do Chính phủ đưa ra.
- Hạn chế việc học giáo lý trước tuổi 18.

Các nhà sư làm lễ tiếp nhận Huy chương vàng của Quốc hội Hoa Kỳ trao cho Đạt Lai Lạt Ma đã bị giam giữ; Drepung, một ngôi đền lớn từng có hơn 10.000 tu sĩ, hiện nay chỉ còn 600 vì Bắc Kinh hạn chế tổng số thành viên trong tu viện không quá 700.

#### Pháp Luân Công
Ngày 20 tháng bảy 1999, chính phủ cấm Pháp Luân Công và "tất cả các tôn giáo không chính thống", và bắt đầu chiến dịch đàn áp trên toàn quốc phong trào tôn giáo mới này  ngay sau một cuộc biểu tình của 10.000 học viên Pháp Luân Công ở bên ngoài khu lãnh đạo Chính phủ tại Trung Nam Hải vào ngày 25 tháng Tư. Các cuộc biểu tình ở Bắc Kinh thường xuyên diễn ra trong những năm đầu sau Sắc lệnh năm 1999, mặc dù phần lớn bị đàn áp. Các học viên còn đột nhập vào cả các kênh truyền hình nhà nước để phát đi các tài liệu ủng hộ Pháp Luân Công. Bên ngoài Trung Quốc đại lục, các học viên hoạt động tính cực để các chính phủ nước ngoài, các phương tiện truyền thông, và người dân của các nước hiểu về tình hình Trung Quốc.
Theo nhà báo Ian Denis Johnsonm, người đạt giải Pulitzer, chính quyền huy động mọi nguồn lực của bộ máy nhà nước, bao gồm cả bộ máy truyền thông, lực lượng cảnh sát, quân đội, hệ thống giáo dục, gia đình và công sở để chống lại Pháp Luân Công  Một cơ quan nằm ngoài hiến pháp, "Phòng 6-10", đã được lập ra với nhiệm vụ mà tạp chí Forbes mô tả là "[giám sát] các chiến dịch chống bạo loạn."  Chiến dịch này bao gồm tuyên truyền có quy mô lớn trên truyền hình, phát thanh, báo chí và internet . Tổ chức Theo dõi Nhân quyền báo cáo rằng gia đình và các công sở bị yêu cầu hợp tác với chính phủ, các học viên bị cưỡng chế phải thay đổi đức tin thông qua nhiều biện pháp khác nhau  Tổ chức Ân xá Quốc tế nêu lên mối lo ngại đặc biệt về tình trạng tra tấn, tù bất hợp pháp, lao động cưỡng bức, lạm dụng tinh thần....
Trong tháng 3 năm 2006, đại diện Pháp Luân Công và tạp chí The Epoch Times cho rằng chính phủ Trung Quốc và các cơ quan của nó, kể cả quân Giải phóng Nhân dân Trung Hoa (PLA) đã tiến hành rộng rãi và có hệ thống việc lấy "nội tạng của các học viên Pháp Luân", điển hình là tại bệnh viện Tô Gia Đồn ở Thẩm Dương; theo hai nhân chứng kể lại rằng họ đã tận mắt nhìn thấy các học viên bị giam giữ trong tầng hầm của bệnh viện, đang bị lấy mẫu, và bị giết theo chỉ lệnh  Vào tháng 7 năm 2006, David Kilgour và David Matas, hai điều tra viên được Pháp Luân Công thuê để điều tra các cáo buộc, công bố một báo cáo chứng nhận rằng sự việc là có thật, củng cố thêm các cáo buộc rằng một số lượng lớn học viên Pháp Luân Công là nạn nhân của một chiến dịch thu hoạch nội tạng người có hệ thống trong khi vẫn còn sống.
Chính phủ Trung Quốc phủ nhận bất kỳ sự ngược đãi nào đối với các học viên Pháp Luân Công, và phát ngôn viên Bộ Ngoại giao Trung Quốc cho hay các cáo buộc mổ cắp nội tạng là "lời nói dối trơ trẽn của những người theo giáo phái Pháp Luân Công" . Nhà bất đồng chính kiến Harry Wu nói rằng hai nhân chứng của Epoch Times là "không đáng tin cậy và rất có thể họ đã tạo dựng các câu chuyện ", ông bác bỏ toàn bộ các cáo buộc sau khi tự mình thuê các điều tra viên  Vụ Khảo cứu Quốc hội Hoa Kỳ cho rằng "không có đủ bằng chứng ủng hộ các cáo buộc"  David Ownby, một chuyên gia nổi tiếng về Pháp Luân Công, cho biết "mổ lấy nội tạng là có thực ở Trung Quốc, nhưng tôi không thấy bằng chứng nào chứng minh các hành động đó là nhằm đích danh vào các học viên Pháp Luân Công."  Glen McGregor của tờ Công dân Ottawa cho biết: "Tùy thuộc vào người bạn tin, báo cáo của Kilgour và Matas hoặc là bằng chứng thuyết phục để chứng minh những cáo buộc của Pháp Luân Công... hoặc là một tập hợp các giả thuyết và lập luận quy nạp không có cơ sở vững chắc".

### Tự do chính trị
Chính quyền Trung Quốc nổi tiếng về sự không khoan nhượng với các quan điểm bất đồng đối với chính phủ. Các nhóm bất đồng chính kiến thường xuyên bị bắt và bị cầm tù, thường trong thời gian dài và không thông qua xét xử. Tra tấn, bức cung và lao động cưỡng bách được cho là phổ biến. Tự do hội họp và lập hội là hết sức hạn chế. Các phong trào quần chúng gần đây nhất ủng hộ tự do chính trị bị đàn áp đẫm máu; trong vụ thảm sát Thiên An Môn năm 1989, ước tính số người chết khoảng từ 200 đến 10.000, tùy theo từng nguồn tin.
Một trong những nhà bất đồng chính kiến nổi tiếng nhất là Zhang Zhixin, người được biết đến vì đứng lên chống lại phái cực tả . Trong tháng 10 năm 2008, Chính phủ Trung Quốc đã lên án quyết định của Nghị viện châu Âu trao giải thưởng Sakharov vì Tự do tư tưởng cho Hồ Giai, một nhà hoạt động dân chủ, với lý do rằng đó là "hành động can thiệp vào công việc nội bộ của Trung Quốc" khi trao giải thưởng cho một "tù nhân hình sự".
Ngày 8 Tháng Mười Hai năm 2008, hai ngày trước khi Hiến chương 08 được công bố, Lưu Hiểu Ba đã bị bắt. Ông cùng với 302 công dân Trung Quốc khác, đã ký tên trong Hiến chương 08, một tuyên ngôn được phát hành vào dịp kỷ niệm 60 năm ngày thông qua Tuyên ngôn Quốc tế Nhân quyền (ngày 10 tháng 12 năm 2009), và được viết theo phong cách Hiến chương 77 của Tiệp Khắc kêu gọi tự do ngôn luận, nhân quyền, và bầu cử tự do. Vào tháng 5 năm 2009, Hiến Chương đã thu thập hơn 9.000 chữ ký từ các tầng lớp xã hội Trung Quốc. 
Mặc dù chính phủ Trung Quốc không còn can thiệp vào đời tư của người dân Trung Quốc nhiều như trước đây, nhưng dường như họ vẫn thấy cần thiết phải giám sát những gì dân chúng nói ở nơi công cộng. Các diễn đàn Internet được giám sát chặt chẽ, thư bưu chính quốc tế đôi khi bị "trì hoãn" hoặc đơn giản là "biến mất" không lý do, và thậm chí e-mail có thể bị kiểm soát.

## Chính sách một con

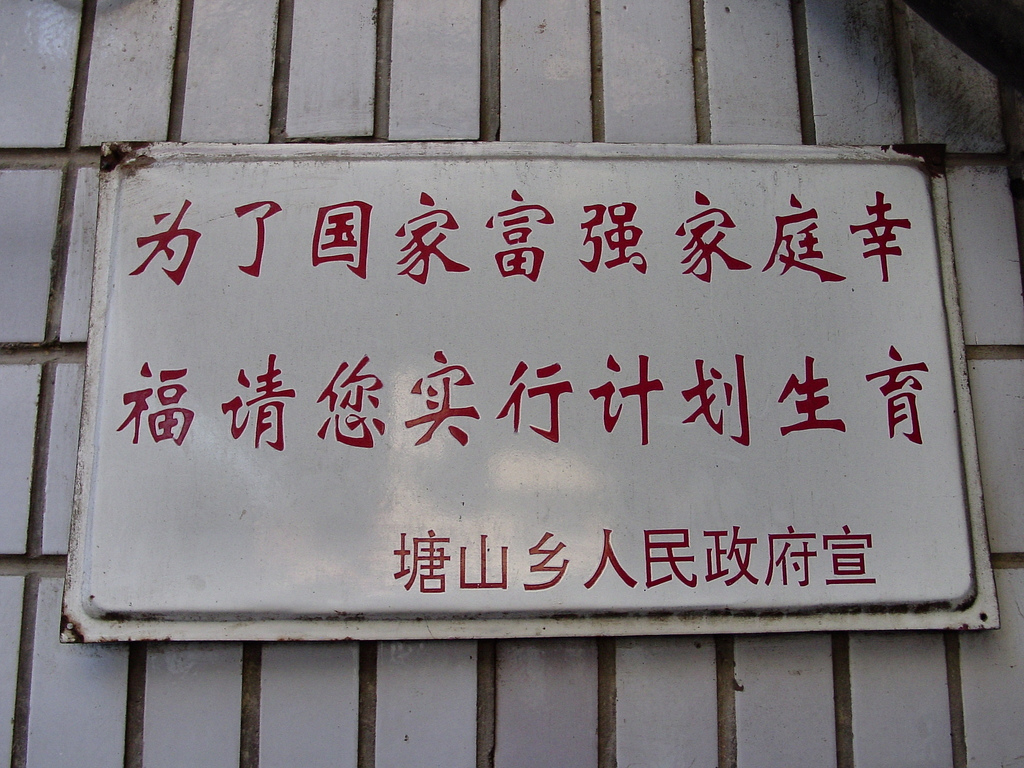
Khẩu hiệu ghi rõ: "Vì sự thịnh vượng và hùng mạnh của đất nước, vì hạnh phúc gia đình, hãy sinh đẻ có kế hoạch"

Biểu đồ giới tính của Trung Quốc

Chính quyền Trung Quốc thi hành chính sách một con vào năm 1979 để giảm nhẹ vấn đề quá tải dân số. Có nhiều hơn một con là bất hợp pháp và bị phạt tiền. Đài Tiếng nói Hoa Kỳ trích dẫn các nhà phê bình cho rằng nó góp phần khuyến khích phá thai bắt buộc, vi phạm nhân quyền, từ bỏ trẻ gái sơ sinh và phá thai chọn lọc giới tính, được cho là tương đối phổ biến ở một số vùng của đất nước . Điều này được cho là đóng góp đáng kể vào sự mất cân bằng giới tính ở Trung Quốc, nơi có một tỷ lệ 118-100 của trẻ nam đối với trẻ em nữ. Phá thai và triệt sản cưỡng bức cũng được báo cáo.
Nó cũng cho rằng chính sách một con không đủ hiệu quả để biện minh cho hậu quả của nó, và rằng giảm đáng kể khả năng sinh sản của Trung Quốc bắt đầu trước khi chương trình bắt đầu vào năm 1979 cho các yếu tố không liên quan. Chính sách này dường như đã có ít tác động tới khu vực nông thôn (nơi có khoảng 80% dân số), nơi mà tỷ lệ sinh không bao giờ giảm xuống dưới 2,5 con / phụ nữ . Tuy nhiên chính phủ Trung Quốc và chính phủ khác ước tính rằng ít nhất 250 triệu ca sinh nở được ngăn chặn bởi chính sách này.
Năm 2002, các luật liên quan đến các chính sách một con đã được sửa đổi để cho phép các dân tộc thiểu số và người Trung Quốc sống ở các vùng nông thôn để có nhiều hơn một đứa trẻ. Chính sách này nói chung không có hiệu lực trong một số vùng của đất nước ngay cả trước khi nó được sửa. Chính sách này đã được nới lỏng tại các khu vực thành thị để cho phép những người là con duy nhất có thể có hai con.

## Hình phạt tử hình
Trung Quốc mỗi năm tử hình nhiều người hơn tất cả các nước khác trên thế giới cộng lại  Theo Tổng Thư ký Liên Hợp Quốc, từ năm 1994 và 1999 Trung Quốc xếp hạng thứ bảy về tỷ lệ tử hình trên đầu người, đứng sau Singapore, Ả Rập Xê Út, Belarus, Sierra Leone, Kyrgyzstan, và Jordan. Tổ chức Ân xá Quốc tế cho rằng con số thực tế cao hơn nhiều so với những lời của các quan chức, và rằng ở Trung Quốc thống kê này được coi là bí mật nhà nước.
Tổ chức Ân xá Quốc tế báo cáo rằng, trong những năm gần đây, Trung Quốc có số lượng cao nhất các vụ hành quyết hơn bất cứ nước nào. Số liệu từ năm 2006 và năm 2007 cho thấy đã có tương ứng 1010 và 470 vụ hành quyết  Vào tháng 1 năm 2007, truyền thông nhà nước Trung Quốc công bố rằng tất cả các trường hợp hình phạt tử hình sẽ được xem xét bởi Tòa án Nhân dân Tối cao. Từ năm 1983, tòa án tối cao của Trung Quốc đã không xem xét tất cả các trường hợp. Điều này đánh dấu sự trở lại của chính sách thời kỳ trước 1983 tại Trung Quốc. Quan sát những thay đổi này, số liệu từ năm 2007 cho thấy số vụ hành hình đã giảm đáng kể, xuống tới 470 vụ, nếu đem so với số liệu của các năm trước. Các nhà phân tích thuộc Tổ chức Ân xá Quốc tế cho rằng điều này chỉ là tạm thời vì con số này chỉ bao gồm các vụ hành quyết đã xác nhận và con số thực có khả năng cao hơn nhiều . Tính đến năm 2008, Trung Quốc vẫn là nước có số lượng hành quyết cao nhất. 1718 người đã bị hành quyết trong năm 2008, trong tổng số 2390 trên toàn thế giới.
Tổng cộng có 68 loại tội phạm đang bị trừng phạt bằng tử hình bao gồm tội phạm phi bạo lực hoặc lợi dụng chức vụ quyền hạn như biển thủ và gian lận thuế. Cách thức hành quyết bao gồm tiêm thuốc độc và xử bắn  và thường là do Lực lượng Cảnh sát Vũ trang Nhân dân Trung Quốc thực hiện.

## Tra tấn
Mặc dù Trung Quốc cấm tra tấn trong năm 1996, các nhóm nhân quyền nói rằng tra tấn là phổ biến tại các trung tâm giam giữ của Trung Quốc. 
Ngoài ra, Trung Quốc định nghĩa rằng tra tấn bất hợp pháp là hành động để lại dấu hiệu thể chất là quá hẹp vì thẩm vấn viên có thể sử dụng một loạt các phương pháp trái với tiêu chuẩn của Liên Hợp Quốc. Người bị tình nghi có thể bị treo ở các tư thế lạ, bị hành hạ không cho ngủ, và bị tra tấn tâm lý.
Năm 2003, Viện Kiểm sát Nhân dân Tối cao báo cáo rằng ép cung cưỡng bức "đã dẫn đến cái chết của 460 người và thương tích nghiêm trọng cho 117 người khác.
Trong năm 2005, Manfred Nowak đến Trung Quốc với tư cách Báo cáo viên đặc biệt của Liên Hợp Quốc về tra tấn. Sau hai tuần ở đó, ông quan sát và rút ra nhận xét rằng tra tấn đã được "giảm dần, nhưng vẫn còn khá phổ biến." Ông cũng phàn nàn rằng các quan chức Trung Quốc can thiệp vào nghiên cứu của ông, kể cả đe doạ những người ông tìm cách phỏng vấn.
Trong các vụ xử băng đảng Trùng Khánh năm 2009-2010, một số chi tiết đã được tiết lộ về việc cảnh sát đã dùng nhục hình để thẩm vấn bị can, như đánh đập thường xuyên, không cho ngủ và phải đứng hoặc ngồi ở các tư thế đau đớn.
Vào tháng 5 năm 2010, Trung Quốc ban hành quy định mới, theo đó tòa án sẽ không chấp nhận các lời khai được thu thập thông qua tra tấn. Động thái này diễn ra sau khi dư luận có sự phản đối vụ một nông dân bị kết án về tội giết người dựa trên lời thú nhận của ông sau khi bị tra tấn, nhưng trên thực tế ông ta vô tội. Vụ việc được đưa ra ánh sáng chỉ khi nạn nhân được trả tự do sau 10 năm tù giam. Các nhóm nhân quyền quốc tế đã thận trọng hoan nghênh sự thay đổi trên.

## Dân tộc thiểu số
Có 55 dân tộc thiểu số được công nhận tại Trung Quốc. Điều 4 của Hiến pháp nước Trung Quốc "Tất cả các dân tộc tại Cộng hòa Nhân dân Trung Hoa đều bình đẳng", và chính phủ lập luận rằng nó đã có những nỗ lực cải thiện giáo dục dân tộc và tăng đại diện dân tộc trong chính quyền địa phương. 
Một số chính sách gây phân biệt chủng tộc ngược, nơi người Hán, thậm chí dân tộc thiểu số từ các vùng khác bị đối xử như công dân hạng hai trong khu vực người dân tộc. Theo đó, có phạm vi rộng các chính sách ưu đãi (nghĩa là khẳng định hành động) đặt ra để thúc đẩy phát triển kinh tế xã hội cho dân tộc thiểu số, bao gồm cả việc làm ưu đãi, các cuộc gặp chính trị, và vay vốn kinh doanh  Các trường Đại học thường có hạn ngạch dành cho các dân tộc thiểu số mặc dù có điểm thi tuyển sinh thấp hơn.. dân tộc thiểu số được miễn từ chính sách một con, vốn hướng tới Người Hán. 
Tuy nhiên, chính phủ là khắc nghiệt đối với những người biện hộ cho sự độc lập hoặc tự trị chính trị, chủ yếu là người Tây Tạng và người Uyghur ở các tỉnh nông thôn ở phía tây của Trung Quốc. Một số nhóm đã sử dụng khủng bố để thúc đẩy chương trình nghị sự của họ  Năm người Uyghur bị giam giữ từ trại giam Guantanamo Bay Hoa Kỳ đã được thả tự vào tháng Sáu, năm 2007, nhưng Hoa Kỳ từ chối trả lại cho Trung Quốc với lý do "quá khứ đàn áp của Trung Quốc đối với các dân tộc thiểu số Uyghur ".

#### Tây Tạng
Các quyền con người của người Tây Tạng đã được một mối quan tâm kể từ khi sáng lập Trung Quốc. Tư pháp cắt xén đối với người Tây Tạng do chính phủ của Dalai Lama, và tranh cãi trong chế độ nông nô đã coi là lý do bởi Trung Quốc để can thiệp cho các phúc lợi của người Tây Tạng  Báo cáo Xung đột về quyền con người Tây Tạng nổi lên kể từ đó. Trung Quốc tuyên bố một cuộc phục hưng văn hóa Tây Tạng kể từ năm 1950, trong khi Đạt Lai Lạt Ma nói rằng "dù cố ý hoặc vô ý, một nơi nào đó diệt chủng văn hoá đang diễn ra".
Trong những gì tờ New York Times gọi là "tiễu trừ người Tây Tạng", những người di cư Hán thống trị ngành công nghiệp Tây Tạng, "trở lại nhà vào mùa đông sau khi gặt hái lợi nhuận". Khoảng 1,2 triệu người nông thôn Tây Tạng đã được chuyển vào một chương trình "nhà ở ấm áp". Trung Quốc khẳng định vấn đề là một "sự hiểu lầm... rằng người phương Tây vẫn chưa coi người Tây Tạng là người Trung Quốc". Những chỉ trích chính phủ cũng nói rằng chính sách giảng dạy hầu hết các lớp học ở trường trung học tiếng phổ thông Trung Quốc là "tiêu diệt người Tây Tạng lưu loát ngôn ngữ của họ", nhưng các quan chức và một số sinh viên nói rằng người Tây Tạng cần phải thông thạo ngôn ngữ Trung Quốc để cạnh tranh.

## Kinh tế và quyền sở hữu
Theo tạp chí Der Spiegel, chính quyền địa phương Trung Quốc sử dụng các biện pháp tàn bạo để trấn áp các quyền của người dân nhằm chiếm đoạt tài sản, thu lợi nhuận từ sự bùng nổ xây dựng. Điều này đã khiến một số công dân Trung Quốc rơi vào tuyệt vọng.

## Các vấn đề nhân quyền khác
Quyền và sự riêng tư khác của Công nhân đang tranh cãi vấn đề nhân quyền tại Trung Quốc. Đã có một số báo cáo rằng công ước chính của Tổ chức Lao động quốc tế bị từ chối áp dụng cho công nhân. Một báo cáo được phát hành bởi Quỹ Lao động Quốc tế Quyền trong tháng 10 năm 2006 ghi lại các vi phạm mức lương tối thiểu, giờ làm việc dài, và hành động không thích hợp đối với công nhân bởi giới quản lý. Người lao động không thể thành lập công đoàn của mình tại nơi làm việc, chỉ có thể gia nhập công đoàn Nhà nước. Mức độ mà các tổ chức này có thể bảo vệ cho quyền lợi của công nhân Trung Quốc là tranh cãi.
Vấn đề người tị nạn từ Bắc Triều Tiên là một vấn đề lâu dài. Đây là chính sách chính thức hồi hương cho Bắc Triều Tiên, nhưng các chính sách không đồng đều thi hành và có một số lượng đáng kể người tị nạn vẫn lưu lại (một số chuyển sang các nước khác). Mặc dù đó là trái pháp luật quốc tế để trục xuất người tị nạn chính trị, trong khi những người nhập cư bất hợp pháp tình hình bấp bênh. quyền của họ không phải luôn được bảo vệ  Một số trong số đó là bị lừa kết hôn hoặc mại dâm.
Sinh viên châu Phi tại Trung Quốc đã than phiền về đối xử đối với họ tại Trung Quốc, vốn bị làm ngơ cho đến khi 1988-9, khi "sinh viên tăng phản kháng chống lại phân biệt chủng tộc tại Trung Quốc"  các quan chức châu Phi đã thông báo về vấn đề này và Tổ chức Thống nhất châu Phi đã ban hành một cuộc phản đối chính thức. Chủ tịch tổ chức, Tổng thống Mali Moussa Traoré, đã đi tìm hiểu thực tế để Trung Quốc  Theo Guardian 1989 Báo cáo Thế giới thứ ba có tiêu đề "Phân biệt chủng tộc của Trung Quốc đe dọa liên kết với châu Phi", các vụ việc này có thể đe dọa mối quan hệ Bắc Kinh với toàn bộ lục địa. "

## Phản biện từ chính phủ Trung Quốc
Chính phủ Cộng hòa Nhân dân Trung Hoa luôn đề cập đến sự khác biệt của nền văn hóa Á Đông , nhấn mạnh rằng lợi ích của tập thể phải luôn luôn được đặt trước quyền lợi của mọi cá nhân bất kỳ khi nào phát sinh xung đột giữa hai đối tượng này. Chính phủ lập luận rằng trách nhiệm của chính phủ là tạo ra một "xã hội hài hòa"; trong một số trường hợp cần thiết thuyết phục hoặc buộc cá nhân phải hy sinh các quyền lợi cá nhân vì lợi ích rộng lớn hơn của xã hội. Họ lập luận rằng một chính phủ mạnh mẽ và ổn định là cần thiết để điều chỉnh xung đột lợi ích tiềm năng của công chúng, tiến tới thỏa hiệp, và rằng chính phủ với quyền lực không đủ thì sẽ thất bại trong việc thực thi trách nhiệm đó.
Chính phủ Trung Quốc chỉ ra những tiêu cực trong các xã hội phương Tây, tuyên bố rằng đã có sự gia tăng về chia rẽ địa lý, tôn giáo và chủng tộc, tội phạm, tỷ lệ ly dị, tình trạng phá hoại và chủ nghĩa cực đoan chính trị trong các xã hội phương Tây, mà họ tin rằng đó là kết quả trực tiếp của tự do cá nhân quá trớn.

### Cải cách
Trong tháng 3 năm 2003, một tu chính án về nhân quyền đã được bổ sung vào Hiến pháp nước Cộng hòa Nhân dân Trung Hoa với nội dung rằng "Nhà nước tôn trọng và bảo vệ nhân quyền". Ngoài ra, Trung Quốc đã ra khỏi danh sách 10 nước đứng đầu về vi phạm nhân quyền trong báo cáo nhân quyền hàng năm của Bộ Ngoại giao Hoa Kỳ năm 2008, mặc dù báo cáo chỉ ra rằng vẫn còn những vấn đề về nhân quyền phổ biến tại Trung Quốc.
Từ năm 1988, chính phủ Trung Quốc cho phép cấp hành chính thôn được bầu cử trực tiếp người đứng đầu để duy trì trật tự xã hội và chính trị trước các thay đổi nhanh chóng về kinh tế. Theo Trung tâm Carter, cách thức bầu cử như thế đã diễn ra trong "khoảng 650.000 thôn (bản) trên toàn Trung Quốc, đạt 75% dân số của quốc gia 1,3 tỷ dân". Trong năm 2008, Thẩm Quyến, nơi có GDP trên đầu người cao nhất ở Trung Quốc-đã được chọn để thí điểm bầu cử trực tiếp, và trên 70% các quan chức chính quyền ở cấp huyện sẽ được người dân bầu trực tiếp . Tuy nhiên, phù hợp với triết lý của Đảng Cộng sản, ứng viên phải được chọn từ một danh sách chấp thuận trước.